# Двадесетпрва источнобосанска бригада НОВЈ
Двадесетпрва источнобосанска бригада била је војна јединица НОВЈ формирана у септембру 1944. Истакла се у борбама за ослобођење Грачанице од усташа (23. септембра 1944), ослобођење Зворника од Немаца (20. децембра 1944) и ослобођење Сарајева (10. априла 1945).

## Позадина
У Народноослободилачкој борби је у источној Босни формирано девет бригада НОВЈ, али су само три носиле назив источнобосанске, од којих је 6. добила назив пролетерска. Остале бригаде имале су називе по ужој завичајној припадности њиховог људства (Мајевичке бригаде, Бирчанска бригада, Романијска бригада, Муслиманске бригаде), а једна је била артиљеријска.

## Ратни пут

### Формирање
Бригада је формирана 19. септембра 1944. у Тузли непосредно после њеног ослобођења (17. септембра). У њен састав ушли су по један батаљон из 17. мајевичке и 18. источнобосанске бригаде и Тузланског НОП одреда. При формирању имала је око 400 бораца и ушла је у састав 38. источнобосанске дивизије НОВЈ, у којој је остала до краја рата.

### Борбе у 1944. години
У почетку је водила мање борбе са четничким и усташким снагама у ширем рејону Тузле и вршила осигурање друма Тузла-Зворник. У садејству са 18. источнобосанском бригадом ослободила је 23. септембра Грачаницу, коју су браниле усташке јединице и муслиманска милиција. Истакла се код села Сладне 3. октобра, када је после оштре борбе одбацила два усташка батаљона преко Грачанице. Код села Брђана и Жабара код Тузле одбила је око 500 војника из 13. СС легионарске дивизије, који су се после неуспеха повукли у село Челић. Средином октобра у бригади је формиран и 4. батаљон. У децембру 1944. истакла се у вишедневним борбама око Зворника, а затим на положајима Рудник-Матковац, у одбрамбеним борбама са четницима који су прешли из Србије и надирали ка Тузли. Врло тешке борбе водила је 16. децембра око Зворника и тада је заузела немачка упоришта Вратоломац, Змајевац, село Кула-Град и Млађевац, а 20. децембра учествовала је са осталим јединицама 3. и 14. корпуса у ослобођењу Зворника и Дрињаче, које је бранила немачка борбена група Скендербег.

### Борбе у 1945. години
После борби са четницима, Бригада је од 27. јануара до 13. фебруара 1945. водила тешке борбе против немачке 22. дивизије код Зворника. Учествовала је у сарајевској операцији и ослобођењу Сарајева (10. априла 1944), а потом је задржана на подручју планине Озрен и Звијезде ради чишћења терена од заосталих четничких група. Крајем априла и почетком маја водила је борбе са четницима око Фојнице и учествовала у разбијању четничких снага на подручју Зеленгоре.